# ابن دنينير

طرائق التعمية في كتاب ابن دنينير (مقاصد الفصول المُتَرْجِمة عن حلّ الترجمة) ضمن كتاب علم التعمية واستخراج المُعَمَّى عند العرب.

إبراهيم بن محمد بن إبراهيم بن علي اللخمي القابوسي الموصلي، كنيته أبو اسماعيل وعرف بابن دُنَيْنير (583 - 627 ه‍/ 1187- 1229 م) شاعر أديب اشتَهَر بفكِّ رموز اللغات القديمة، ومعالجة التعمية واستخراج المُعَمَّى. وعُرف بالزندقة والإلحاد فقُتل وصُلب.

## سيرته
إبراهيم بن محمد بن إبراهيم بن علي بن هبة الله بن يوسف بن نصر بن أحمد اللخمي القابوسي الموصلي، من أهل المَوصِل. من ولد قابوس الملك ابن المنذر بن ماء السماء، أبو إسماعيل، المعروف بابن دنينير: شاعر، كان في خدمة الأمير أسد الدين أحمد بن عبد الله المهراني، وله فيه مدائح. 
اتصل سنة 614 بخدمة الملك الكامل ناصر الدين محمد ابن العادل أبي بكر محمد بن أيوب، المتوفي سنة 635 ه‍. 
له (ديوان شعر) عرفنا منه أنه بدأ بنظم الشعر سنة 606 ه‍، أو قبلها بقليل. وسافر إلى الديار المصرية والبلاد الشامية وامتدح جماعة من ملوكها وكبرائها. وكان سيِّئ العقيدة يتظاهر بالإلحاد والفسق. ووُجد في أوراقه كلام رديء في حق الله سبحانه وتعالى وكفريات وأهاجٍ في الملوك، فأخذه الملك العزيز عثمان ابن الملك العادل، وصلبه في السبيتة (قلعة قريبة من بانياس). 
وله عدا ديوانه من الكتب: كتاب في (علم القوافي) قال الصفدي: جوَّده، وكتاب (الشهاب الناجم في علم وضع التراجم) و(الفصول المترجِمة عن علم حلِّ الترجَمة). 
وترجم له ابن الشعار، في المجلد الأول من كتابه (عقود الجمان في شعراء هذا الزمان) مرتين: الأولى في (إبراهيم بن دنينير) وأورد بعض شعره. 
والثانية في ( إبراهيم بن محمد بن إبراهيم ) وقال: المعروف بابن دنينير المَوصِلي الَّلخْمي ثم القابوسي من أهل المَوصِل، هكذا قرأتُ نسبه بخطِّ يده. رأيته غيرَ مرَّة. كان شاباً أشقر مُشرباً بحُمرة مقرون الحاجبين جميل الصورة وله منظر، اشتغل بشيء من الأدب على أبي الحزم ( ؟ ) وكتب خطاً حسناً، وعرَف علم النحو معرفة جيدة، وفهم حلَّ التراجم، وقال الشعر، ورحل به إلى الملوك، إلا أنه كان رديء الاعتقاد يتهاون بالدين والصلاة ويطعن في الشريعة والإسلام، ويتظاهر بالإلحاد والفسق، ويصرُّ على شرب الخمر. وكان مع ذلك بغيضاً إلى الناس، ممقوتاً عندهم لما يرَونه من سلوكه طرق القبائح والأشياء المنكرة. 
وبلغني أنه قتل سنة 627، وسبب ذلك أن بعض من كان يخالطه عثر له على أوراق تتضمَّن كلاماً رديئاً في حق الله سبحانه وتعالى مما يوجب قتله، وأهاجيَّ في الملوك وكفريات، فأخذه الملك العزيز عماد الدين عثمان بن الملك العادل، وصلبه. رأيته غير مرَّة بالمَوصِل ولم آخذ عنه شيئاً لقلة اهتمامي بهذا الشأن.

## كتبه
1. (ديوان شعر)
2. (علم القوافي)
3. (الشهاب الناجم في علم وضع التراجم)
4. (الفصول المترجِمة عن علم حلِّ الترجَمة)